# Randy elbocsátása (Így jártam anyátokkal)
A Randy elbocsátása az Így jártam anyátokkal című televízió-sorozat hatodik évadának hetedik epizódja. Eredetileg 2010. november 1-jén vetítették, míg Magyarországon 2011. szeptember 12-én.
Ebben az epizódban Zoey gondokat okoz, amikor Ted ellen akarja fordítani az osztályát. Miközben Marshallnak ki kell rúgnia az egyik munkatársát, Lily megpróbál rájönni, kivel feküdt le Robin. 

## Cselekmény
Ted éppen egy előadást tart a diákjainak az összeomlott hidakról, és mindezt hot dog-jelmezben. Mint kiderül, Halloween van, és cukorkát oszt a diákjainak, akik buliba hívják, de ő azt mondja, máshol van ma jelenése. Nem máshol, mint a Góliát Nemzeti Bank buliján, ahol jelen van ő, Barney (Johnny Lawrence-nek öltözve a Karate kölyök című filmből), Marshall (bikának öltözve) és Lily (matadornak öltözve). Itt találkoznak Randyvel, aki megkínálja őket a saját házi készítésű sörével (ami Jövőbeli Ted szerint egy nap híres lesz Amerikában). Amikor megtudja, hogy Robin nem jött el, kétségbeesik, de marad a buliban, mert Lily szerint bármikor megérkezhet.
Másnap kora reggel Ted, Marshall és Barney a halloween-napi parádét nézik. Nem a hivatalosat, hanem a szégyenparádét, amikor a buliból hazafelé tartó nők szégyenteljesen kullognak haza, tudván, mit tettek az este. Óriási meglepetésre Robin is felbukkan, nővérnek öltözve, és amikor meglátja a többieket, átkozódni kezd. Később a bárban mindenki találgatja, kivel feküdt le Robin. Arra rájönnek, hogy ezúttal nem a hírolvasótársával, hiszen az Becky. Jövőbeli Ted ekkor elmondja, hogy Robin számára mennyire fontos volt, hogy komolyan vegye a munkáját, amit a munkatársai nem mindig osztottak. Becky most például hajókat reklámoz, ami Robin szerint méltatlan egy hírolvasó imidzséhez, és bosszantja, hogy a kameramannek, Mike-nak is tetszik Becky reklámja.
Később, amikor Ted a GNB-be megy dolgozni, Zoey áll az épület előtt, tüntetők élén, akik az Arcadian lebontását akarják megakadályozni. Ted és Zoey összevesznek: Ted a lány képéve vágja, hogy nem tud semmit az építészetről, majd faképnél hagyja őt. Jövőbeli Ted elmondja, hogy az ilyen és ehhez hasonló döntések rombolják a cég imidzsét, ezért az minden évben forgat egy kampányfilmet, amiben a dolgozók szerepelnek. Barney, Randy, Arthur Hobbs és a kutyája szerepelnek ebben az évben, megerősítve. hogy a Góliát Nemzeti Bank törődik a dolgozókkal (többek között). Barney szerette volna Marshallt is szerepeltetni a filmben, de ő nemet mondott. Randy lép be, és kiderül, hogy a Marshall által nagyon fontosnak minősített Hermettson szerződéseket Randy nem továbbküldte, hanem az iratmegsemmisítőbe tette. Próbálja helyrehozni a hibáját, amivel csak azt éri el, hogy összepiszkítja Marshallt és leborítja a cuccait, mikor segíteni próbál. Egy másik szerződést is tönkretesz, és Marshall, akinek elve, hogy nem rúg ki senkit, most úgy tervezi, hogy mégis, mert ez tűrhetetlen.
Ez idő alatt Lily próbálja megtudni, kivel feküdt le Robin. Mivel nem hajlandó megmondani az illető nevét, azt feltételezi, olyasvalaki lehetett, akit ismernek.
Ted megdöbbenve veszi észre a következő óráján, hogy Zoey is ott ül az óráján. Mint kiderül, komolyan vette, amikor azt mondta, hogy semmit nem tud az építészetről, ezért ült be az órájára. Az előadás közben folyton közbeszól és a diákok tudomására hozza, hogy a szeretett tanáruk épp lerombolni készül egy műemlék szállót. Ettől Ted elveszti a diákjai megbecsülését. Lilytől kér tanácsot, aki azt mondja, ő úgy szokta leszerelni az óvodásait, hogy a villanyt kapcsolgatja fel-le és közben autósziréna hangját hallatja. A következő alkalommal, amikor a diákjai hőzöngenek, be is veti a trükköt, és csodák csodájára beválik.
Barney a bárban megünnepli, hogy Marshall feladta az elveit és kirúgta Randyt. Lily a név hallatára felpattan, és közli, hogy szerinte Robin Randyvel feküdt le. Meg is magyarázza, hogy miért: mérges volt, amiért Becky egy reklámban szerepel, és amikor beállított a GNB bulijára, egyedül volt és sebezhető. Mikor meglátta őt Randy, a helyzet készen is volt. Robin beismeri, hogy így történt.
Aznap este Marshall egy rémálmot lát, amiben Randy beugrik az iratmegsemmisítőbe. Meggyőzi Arthurt, hogy vegyék vissza dolgozni. Csakhogy Randy másnap megjelenik a bárban, elégedett mosollyal az arcán. Közli, hogy nem feküdt le Robinnal, és azért mosolyog, mert szép végkielégítést kap a cégtől a kirúgás miatt, és abból végre megnyithatja a saját sörfőzdéjét. Szerencsétlen könnyek közt tör ki, amikor Marshall megmondja neki, hogy mégsincs kirúgva. Ennek hatására azon van, hogy kirúgassa magát. Marshall, aki azóta Arthur-rel is beszélt, már nem hajlandó ezt megtenni, még akkor sem, amikor Randy iszonyatos káoszt csinál. Randy elkeseredett, mert nem mondhat fel, pedig a sörfőzde az álma, és ahhoz kellene a végkielégítés, és megdöbben, hogy Marshallnak nem a céges jogászkodás az, hanem a környezetvédelem. Megkóstolván a sörét, és látva, mi mindent megtenne az álmáért, Marshall megkegyelmez neki és kirúgja. A történet végül szerencsésen zárult: Randy megnyitotta a sörfőzdéjét, a "nedve" (a "Wharmpess" nevű sör, ami szabad fordításban "meleg húgyot" jelent) pedig Amerika-szerte népszerű lett, Marshall pedig mégis szerepelt a GNB reklámfilmjében, mint a férfi, aki segít valóra váltani az álmokat. 
Amikor Ted a következő órájára megy, azt látja, hogy üres a tanterem, mert Zoey minden diákját elvitte tüntetni a GNB elé.  ed ismét Lilytől kér tanácsot, aki azt mondja, ragadja meg a gyűlöletüket, mert a gyűlölet mögött félelem lapul, és azzal könnyedén lehet irányítani az embereket. Ted pszichopatának nevezi Lilyt de megfogadja a tanácsát, és kilátásba helyezi a diákjainak, hogy mindenkit megbuktat, ha nem mennek vissza az órára.
Később a bárban találkoznak, ahol Robin bevallja, hogy hazudott arról, hogy lefeküdt Randyvel. Igazából ő is egy reklámban szerepelt: egy felnőttpelenka-reklámban, ami annyira kínos volt számára, hogy inkább hazudott. Robin azt mondja, hogy lehet, hogy fel se használják a vele felvett anyagot, de Jövőbeli Ted megnyugtatja a gyerekeit, hogy az a reklám hét évig ment.

## Kontinuitás
- Mikor Barney kibontja a pezsgőt, Lily Marshall háta mögé bújik. "A kezdetek" című részben Marshall szemen lőtte Lilyt egy pezsgősdugóval.
- Marshall és Lily gyakran összeöltöznek Halloweenkor. A "Lotyós tök" című részben kalóz és papagáj voltak, és ugyanebben a részben egy visszaemlékezésben Sonny és Cher.
- Randy tévesen gondolja azt, hogy mi Marshall álma. Az "Élet a gorillák között" című részben került először kifejtésre, mennyire nem szeretne céges jogász lenni.
- A riasztóhang Lilyt és Robint is kiborította "A szerencsepénz" című részben.
- Randy "A megfelelő tesó" című részben említette meg, hogy mindig orrvérzést kap, amikor erekciója van.
- Barney Johnny Lawrence-nek öltözik Halloweenkor. "A Stinson család" című részben mondta először, mennyire tiszteli a karaktert.
- Ted a "Jenkins" és "A nagy verseny" című részekben is aggódott, hogy mit gondolnak róla a diákjai.
- Robin a "Kettő után semmi jó nem történik" és a "Ne már" című részekben is azt állította, hogy kollégákal nem randizik. Most a banda azért gondolta azt, hogy mégis, mert számtalan ellenpéldát lehetett felhozni a múltból (Don, Sandy Rivers, Curt Irons).
- Lily ismét azt kérdezi, "hol a kaki, Robin?"

## Jövőbeli visszautalások
- Randy söre a "Jófajta hülyeség" és a "Valami régi" című részekben is szerepel.
- Becky reklámját a farhamptoni hajó-show-n vették fel. "Farhampton" lesz a kilencedik évad esküvőjének a helyszíne.
- "A hamutál" és a "Napfelkelte" című részekben is hajók-hajók-hajók lányként utalnak Beckyre.
- Barney "A Tesó Mitzvó" című részben találkozik gyerekkori hősével, a Johnny Lawrence-t alakító William Zabkával. Az "Egy tesó árulása" című részben egy kis ideig még a tanúja is lesz.
- Marshall a "Robbanó húsgolyók" című részben hagyja el a GNB-t.

## Érdekességek
- Egy baki felfedezhető akkor, amikor Randy a bárban a végkielégítéséről beszél: a vágások során hol az egyik, hol a másik orrlyukából folyik a vér.
- Ted hot dognak öltözött, noha korábban elhangzott, hogy minden Halloweenkor félcédulának öltözik, hogy megtalálja a lotyós tököt. Az igaz, hogy az a házuk tetején tartott buli, ez pedig a GNB bulija, így elképzelhető, hogy a fogadalom csak arra vonatkozik.
- Jól látható, amikor Ted fel-le kapcsolgatja a villanyt a diákjainak, hogy a fények akkor is villódznak, amikor Ted hozzá sem ér a kapcsolóhoz.
- Az epizód eredeti címe "A Like Me Story" volt, és eredetileg a "Bababeszéd" című epizód helyén vetítették volna, de megcserélték a sorrendet[1].

## Vendégszereplők
- Will Forte – Randy Wharmpess
- Jennifer Morrison – Zoey Pierson
- Bob Odenkirk – Arthur Hobbs
- Laura Bell Bundy – Becky
- Ron Nicolosi – Mike
- Andrew Caldwell – Scotty
- Marieve Herington – Betty
- Ashwyn Bagga – Johnny